# Squall Leonhart
(Tipica risposta di Squall nella versione inglese del gioco)
Squall Leonhart (スクオルレオンハート?, Sukuoru Reonhāto) è il personaggio principale del videogioco per PlayStation Final Fantasy VIII.
Squall è un membro importante del Garden di Balamb, un gigantesco edificio al cui interno sono presenti mense, sale di addestramento, dormitori e quant'altro si voglia. Inoltre Squall insieme ad un gruppo di altri ragazzi, fa parte di un corpo scelto di militari chiamati SeeD, incaricati di svolgere missioni di primaria importanza in tutto il mondo. Con il ricavato monetario delle missioni, il Garden viene mantenuto.
Nel design del personaggio Tetsuya Nomura ed i suoi collaboratori si sono ispirati all'attore statunitense River Phoenix.

## Biografia
Squall è un ragazzo di 17 anni dal carattere risoluto ma alquanto introverso. Cresciuto nell'orfanotrofio di Edea dopo la morte della madre Raine e la partenza del padre Laguna, viene preso al Balamb Garden dove viene addestrato a diventare SeeD e quindi a specializzarsi nell'uso del Gunblade, una potente spada con il manico di un fucile, di arti magiche e di evocazioni chiamate Guardian Force.
Dopo il diploma, ottenuto dopo una difficile prova che lo vede affrontare Ifrid, suo futuro Guardian Force, e dopo un esame, sostenuto in una guerra vera nella città di Dollet, diventa la guida di un gruppo di SeeD appena diplomati come lui (Selphie Tilmitt, Zell Dincht) che comprende la loro insegnante (Quistis Trepe), un tiratore scelto proveniente dal Galbadia Garden (Irvine Kinneas) e infine da Rinoa Heartilly, bellissima ragazza, leader della resistenza contro il presidente Deiling, dittatore dello stato di Galbadia. Scopo principale della squadra, ma anche dei SeeD, è girare per il mondo al fine di debellare la minaccia della potente strega Edea, che desidera porre sotto il proprio controllo il mondo.
Nel corso della storia, la sua vita vedrà gradualmente un'evoluzione grazie all'apporto dei compagni e dei numerosi eventi che si susseguono e che si scoprono unire tutti i personaggi da legami passati e dimenticati (a causa dell'uso dei Guardian Force). Tutti i membri della squadra sono cresciuti infatti nello stesso orfanotrofio, diretto dalla "Madre", che è la stessa strega Edea. Nel susseguirsi degli eventi si scopre infatti che in realtà Edea (tra l'altro moglie di Cid, il preside del Garden di Balamb) ha ricevuto il potere di strega una prima volta a cinque anni, una seconda volta da un'altra strega morente proveniente dal futuro, Artemisia, la quale, attraverso un circolo temporale vizioso, riesce poi ad impossessarsi di lei, controllandola dal futuro. Lo scopo è quello di distruggere i SeeD e avviare una compressione temporale che porti l'universo in una dimensione di oblio e disperazione, senza ricordi, senza passato, presente e futuro, dove lei sia la padrona assoluta. Fallito, grazie a Squall e ai suoi compagni, il tentativo con Edea, Artemisia prende possesso della strega Adele, per molto tempo feroce dittatrice della città iper-tecnologica Esthar, facendola liberare (prende il controllo di Rinoa) dalla tomba spaziale in cui l'aveva rinchiusa Laguna, ora presidente della città. Tuttavia, dopo un duro scontro, Adele viene sconfitta e Squall, con la sua squadra, aiutati dallo stesso Laguna, entrano in un varco temporale, giungendo così fino al castello di Artemisia, in un futuro oscuro e deserto. La battaglia ingaggiata con la strega è a dir poco apocalittica, ma termina con la vittoria dei protagonisti. Nel vuoto temporale in cui successivamente vengono a trovarsi, tutti rischiano di perdersi nelle pieghe del tempo e di non riuscire a tornare nella propria epoca. Proprio Squall, preso dal timore, giunge nel passato, proprio nel momento in cui Artemisia, in punto di morte, consegna i poteri a Edea, che sacrifica sé stessa per preservare i suoi piccoli orfani. Ora tutti i tasselli del mosaico sono al loro posto e finalmente Squall comprende in pieno tutta la verità dei fatti. Il peggio, però, non è passato: comincia a vagare in un luogo deserto e grigio, dove cerca i compagni, senza trovarli. Quando, sfinito, si accascia e chiude gli occhi, ecco che giunge Rinoa che, grazie al ricordo del loro sentimento, lo riporta nell'epoca giusta. Subito dopo si vede un'espressione felice sul volto di Rinoa e il capo di Squall che si solleva, facendo intuire che egli si è ripreso.
Squall, da lupo solitario, impara a fidarsi del prossimo e a contare sull'apporto degli altri membri della squadra. Personaggio cruciale per l'evoluzione di Squall è Rinoa Heartilly. Di carattere opposto a quello del ragazzo, riesce a metterlo davanti ai suoi difetti e all'amore portandolo al crollo delle sue convinzioni e aprendogli gli occhi sull'importanza di avere qualcuno su cui fidarsi. Il filmato finale si conclude con una grande festa a Balamb, ripresa dalla cinepresa di Selphie. L'inquadratura dell'obbiettivo mostra tutti i personaggi principali che si divertono, tranne Rinoa, che si trova in un terrazzo a guardare le stelle. Dopo i titoli di coda, secondo una vecchia tradizione della Squaresoft, c'è l'ultimo filmato in cui si vede Rinoa sul terrazzo, raggiunta da Squall, che finalmente sorride e la bacia. Gli stessi sviluppatori confermano che l'amore è più potente di ogni cosa.

## Tecniche
Squall è specializzato nell'uso di una particolare spada di enormi dimensioni, denominata Gunblade, con l'impugnatura di una pistola. È indubbiamente il personaggio della squadra con la maggior potenza di attacco fisico. È dotato come gli altri di una tecnica speciale che utilizza nelle situazioni critiche denominata Renzokuken, una serie di veloci fendenti che infligge notevoli danni all'avversario e che può concludersi con una delle 4 mosse finali:
- Colpo imperiale: Un colpo caricato dal basso verso l'alto sferrato con un gran salto
- Cerchio fatato: Squall salta e, roteando, fa partire un cerchio di energia dal Gunblade che colpisce tutti gli avversari
- Raggio esplosivo: Alzando il Gunblade verso il cielo crea un raggio tanto lungo da oltrepassare l'atmosfera e, una volta diventato il prolungamento della lama del Gunblade, Squall cala il colpo sull'avversario
- Cuore di pietra: Squall solleva il nemico in aria e lo colpisce con una raffica lunga e potente di colpi che si conclude con un colpo caricato e un'esplosione. Uno dei colpi più potenti del gioco ed è realizzabile solo dopo aver completato le modifiche dell'arma.

## Altre apparizioni
Squall è disponibile come personaggio giocabile in Dragon Quest & Final Fantasy in Itadaki Street Special. Appare anche in Kingdom Hearts, Kingdom Hearts: Chain of Memories, Kingdom Hearts II e Kingdom Hearts III: Re Mind sotto lo pseudonimo di Leon, cambiamento di nome che motiva come il cercare di modificare il proprio passato. Leon è amico di Cid, Yuffie e Aerith (altri personaggi della serie Final Fantasy, presenti nel settimo capitolo) ed è un alleato di Sora. Squall è stato il mentore di Sora nel gioco, ma inizialmente non avrebbe dovuto essere presente: quando Sora arriva alla Città di Mezzo Leon diventa sì suo mentore, ma questo ruolo avrebbe dovuto essere ricoperto da un personaggio Disney (spadaccino per la precisione) col compito d'insegnare al giovane a maneggiare il Keyblade; tuttavia Tetsuya Nomura, non trovando nessuno di adatto nell'universo Disney, decide di scegliere Leon per la parte. Da questo è nata anche l'idea di inserire i personaggi di Final Fantasy nella saga di Kingdom Hearts.
Inoltre è uno dei personaggi principali in Dissidia Final Fantasy e in Dissidia 012 Final Fantasy.